# Shahrestān di Shirvan va Chardaval
Lo shahrestān di Shirvan va Chardaval o Shirvan e Chard-e-Aval (farsi شهرستان شیروان و چرداول) è uno degli 8 shahrestān della provincia di Ilam, il capoluogo è Sarableh. Lo shahrestān è suddiviso in 3 circoscrizioni (bakhsh): 
- Centrale (بخش مرکزی)
- Shiravand (بخش شیروان); centro amministrativo Lumar.
- Halilan (بخش هلیلان); centro amministrativo Tohid.